# Verdoornianthus griffinii
Verdoornianthus griffinii é uma espécie de planta do gênero Verdoornianthus e da família Lejeuneaceae. 
Neotropical, ocorrendo em floresta ombrófila,
crescendo sobre tronco de árvore viva. 

## Forma de vida
É uma espécie corticícola, epífila e em tramas. 

## Descrição
Plantas com 1,0-2,0 milímetros de largura, ramificações do tipo-Lejeunea. Caulídio com células epidérmicas dorsais maiores do que as ventrais; merófito ventral de 4-8 células de largura. Filídios imbricados, patentes; lobo ovalado, margem dorsal arqueada, inteira, margem ventral reta a levemente arqueada, inteira, ápice arredondado; células oblongas a arredondadas, paredes delgadas, trigônios distintamente grandes, espessamentos intermediários nodulosos; oleocorpos grosseiramente granulosos; ocelos ausentes; lóbulo grande, retangular, com cerca de 500 µm de comprimento × 200 µm de largura, margem livre involuta, dente apical agudo. Anfigastros suborbiculares, inteiros, mais largos do que longos, imbricados, base cuneada, linha de inserção profundamente arqueada. Autoicas. Androécios terminais a intercalares, 3-6 pares. Ginoécio lateral, brácteas com lobo obovalado, margens inteiras, ápice arredondado, perianto obovalado, 5 quilhas denteadas, rostro curto.  

## Conservação
A espécie faz parte da Lista Vermelha das espécies ameaçadas do estado do Espírito Santo, no sudeste do Brasil. A lista foi publicada em 13 de junho de 2005 por intermédio do decreto estadual nº 1.499-R. 

## Distribuição
A espécie é encontrada nos estados brasileiros de Amazonas e Espírito Santo. 
A espécie é encontrada nos  domínios fitogeográficos de Floresta Amazônica e Mata Atlântica, em regiões com vegetação de mata ciliar, floresta de terra firme e floresta ombrófila pluvial.